# Electris Mons
Electris Mons és una estructura geològica del tipus mons a la superfície de Mart, situada amb el sistema de coordenades planetocèntriques a -44.99 ° de latitud N i 154 ° de longitud E. Fa 104.47 km de diàmetre. El nom va ser fet oficial per la UAI 12 d'agost de 2013 i pren el nom d'una característica d'albedo.